# ハネジネズミ目
ハネジネズミ目（ハネジネズミもく、Macroscelidea）は、哺乳綱に分類される目。別名長脚目、マクロスケリデス目。

## 分布
アフリカ大陸北部・南部・中部・東部
アルジェリアハネジネズミのみ、アルジェリアとモロッコ（アフリカ大陸北部）に隔離分布する。

## 形態
最大種はコシキハネジネズミで頭胴長（体長）27 - 29.5センチメートル、尾長23 - 25.5センチメートル。最小種はMacroscelides micusで全長17 - 19.5センチメートル、尾長8.3 - 9.7センチメートル。

## 分類
以前は食虫目などに分類されることもあった。眼が大型であること・耳が発達すること・盲腸があること・指行性であること・幼獣は開眼した状態で産まれることなどの違いから、独立した目とされるようになった。
2008年に形態や分子系統解析から、旧ケープハネジネズミを分割しElephantulus pilicaudusが新種記載された。2012年に旧コミミハネジネズミMacroscelides proboscideusの亜種を、独立種とする説が提唱された。2014年に形態と分子系統解析から、M. micusが新種記載された。2016年にアルジェリアハネジネズミのみで新属Petrosaltatorを構成する説が提唱された。ソマリア北部にのみ分布するとされ、1970年代以降は発見例のなかったソマリハネジネズミが2019年にジブチで再発見された。再発見に伴い形態や分子系統解析から、2020年にソマリハネジネズミのみで新属Galegeeskaを構成する説が提唱された。
以下の分類・英名は、分類に変更や付記のないかぎりShilitter (2005) に従う。和名は分類に変更のないかぎり、川田ら (2018) に従う。
- ハネジネズミ属 Elephantulus
  - Elephantulus brachyrhynchus コバナハネジネズミ Short-snouted elephant shrew
  - Elephantulus edwardii
  - Elephantulus fuscipes クロアシハネジネズミ Dusky-footed elephant shrew
  - Elephantulus fuscus クロハネジネズミ Dusky elephant shrew
  - Elephantulus intufi ヤブハネジネズミ Bushveld elephant shrew
  - Elephantulus myurus ヒガシイワハネジネズミ Eastern rock elephant shrew
  - Elephantulus pilicaudus[9]
  - Elephantulus revoili ソマリハネジネズミ Somali elephant shrew
  - Elephantulus rozeti アルジェリアハネジネズミ North African elephant shrew
  - Elephantulus rufescens アカハネジネズミ Rufous elephant shrew
  - Elephantulus rupestris ニシイワハネジネズミ Western rock elephant shrew

- Galegeeska[7]
  - Galegeeska revoili ソマリハネジネズミ Somali elephant shrew

- Macroscelides - 分類・英名はDumbacher et al.,(2014)に従う[6]。
  - Macroscelides flavicaudatus Namib round-eared sengi
  - Macroscelides micus Etendeka round-eared sengi
  - Macroscelides proboscideus  Karoo round-eared sengi

- ヨツユビハネジネズミ属 Petrodromus
  - Petrodromus tetradactylus ヨツユビハネジネズミ Four-toed elephant shrew

- Petrosaltator
  - Petrosaltator rozeti アルジェリアハネジネズミ North African elephant shrew

- テングハネジネズミ属 Rhynchocyon
  - Rhynchocyon chrysopygus コシキハネジネズミ Golden-rumped elephant shrew
  - Rhynchocyon cirnei  Checkered elephant shrew（R. stuhlmanniを別種とする説もあり）
  - Rhynchocyon petersi  Black and Rufous elephant shrew
  - Rhynchocyon udzungwensis Grey-faced sengi[10]

一部の学者は系統が遠い事が判明したトガリネズミとの混同を避け、センギ (sengi) と呼んでいる。

## 生態
森林から砂漠など様々な環境に生息するが、主にサバンナや藪地に生息する。臭い付け（マーキング）を行い、縄張りを主張する。種によっては後肢や尾で地面を叩き、音をあげる種もいる。縄張り内に通路を形成し、捕食者から逃げる際に妨げとならないように障害物を片づける種もいる。地面に掘った巣穴や岩の割れ目・齧歯類の古巣などを巣にする種もいるが、巣を作らない種もいる。
無脊椎動物を食べる種が多いが、小型種は果実や種子などの植物質も食べる。
周年繁殖する種が多い。主に1 - 2頭の幼獣を産む。